# Abadía de Notre-Dame de Longpont
La Abadía de Notre-Dame de Longpont  es una antigua abadía cisterciense en ruinas, sobre el Saviére , en Longpont, al sudoeste de Soissons (Aisne). Fue fundada en el año 1131 por Bernardo de Claraval,  a petición del obispo de Soissons, Josselin de Vierzy.
La abadía está clasificada como Monumento histórico de Francia desde 1889.

## Historia
La iglesia abacial gótica fue construida a principios del siglo XIII, entre 1192 y 1227, cuando se consagró en la presencia del rey de Francia, Luis IX . Fue destruida tras la salida de los monjes durante la Revolución Francesa (1793),  en 1804 las ruinas fueron compradas por el conde Henri de Montesquiou (1768-1844), cuyos descendientes todavía mantienen hoy los restos de los antiguos edificios monásticos .

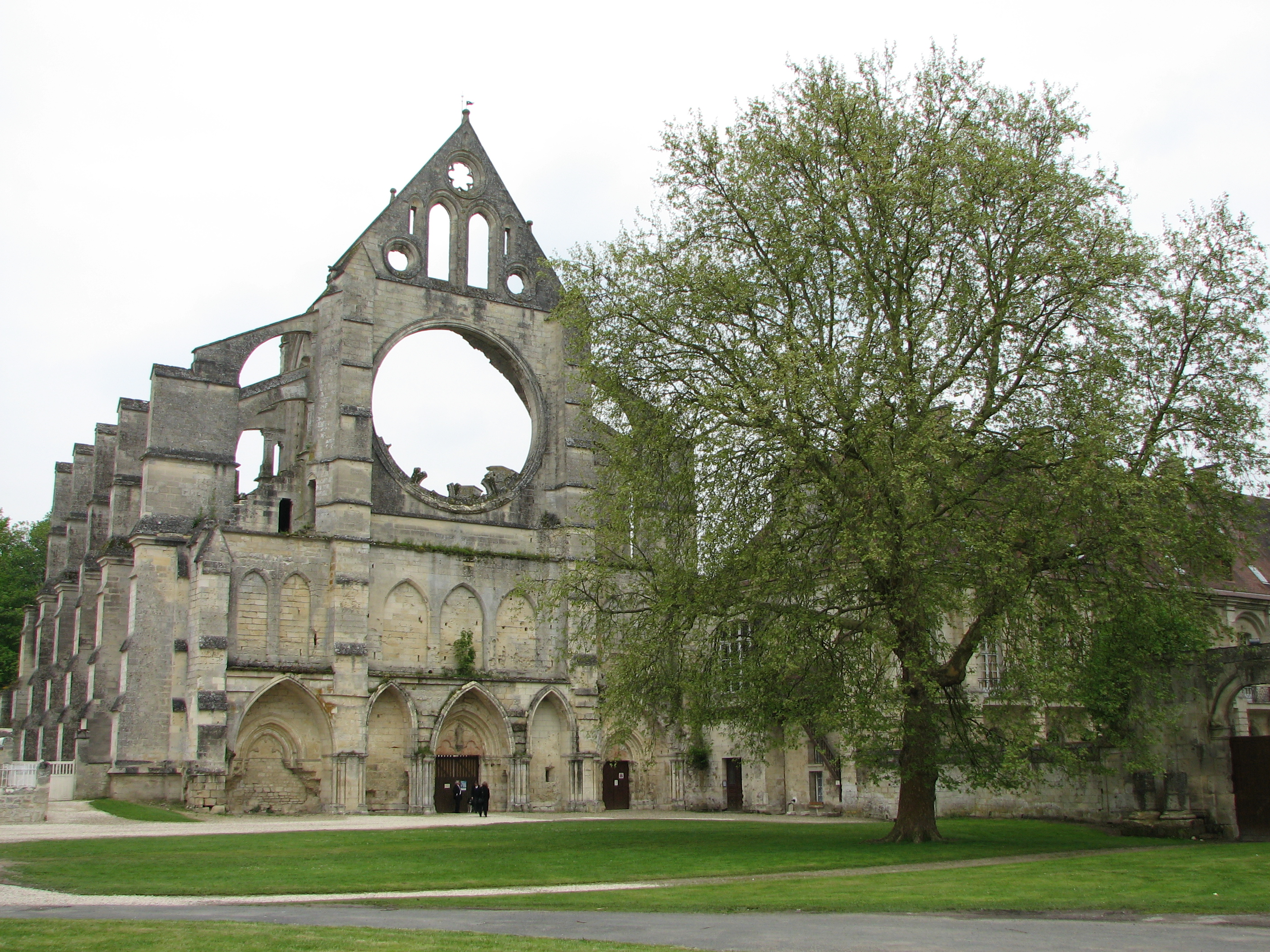
Las ruinas de la abacial de Notre-Dame.
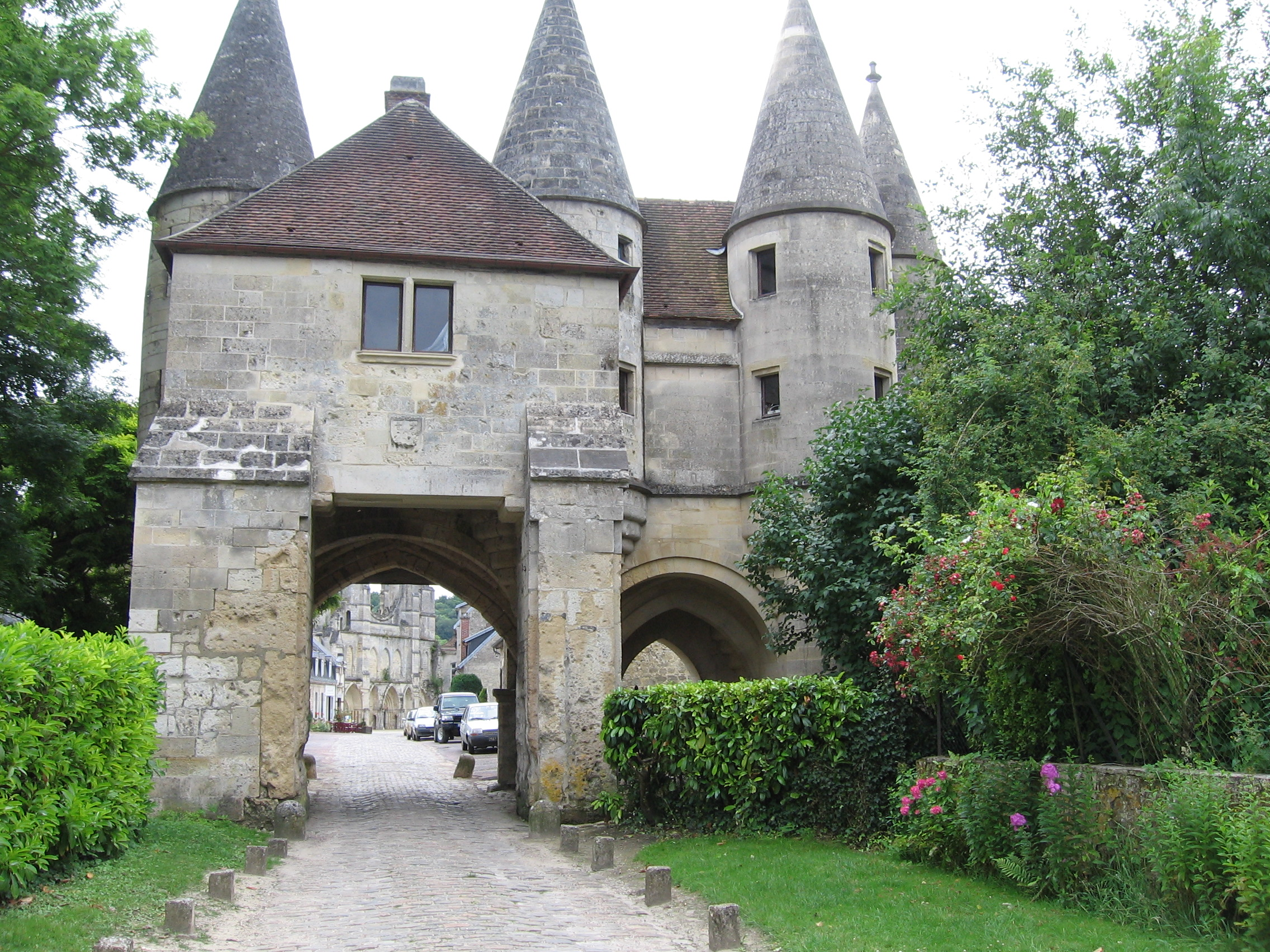
Puerta fortificada de la abadía.